# 藻岩

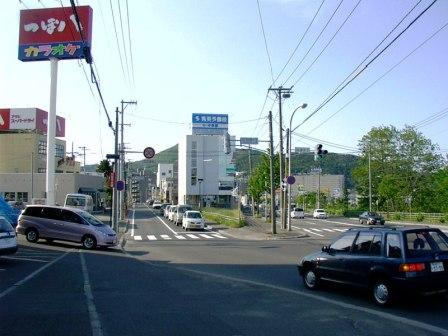
藻岩地区の中心地、川沿の町並み（2005年撮影）

藻岩（もいわ/Moiwa）は、北海道札幌市南区のうち1973年（昭和18年）までの札幌市立藻岩小学校校区のうち、川沿、北ノ沢、中ノ沢、硬石山地域一帯を指す。かつて1961年（昭和36年）までは白川、1999年（平成11年）までは南沢も含んでいた。
なお、川沿の北側に隣接する藻岩下地区と混同されることがあるが、一般的に藻岩下は藻岩地区には含まない。

## 概要
藻岩山の南側山麓に位置し、東側に豊平川と国道230号、西側に住宅地が広がる。豊平川を隔てて、真駒内、石山地区に隣接する。

## 主な施設
- 藻南公園
- 南区体育館
- 市立札幌藻岩高等学校
- 北海道東海大学
- イオン札幌藻岩店（旧・ポスフール藻岩店）
- アパホテル＆リゾート札幌
- コープさっぽろソシア
- 北海道計量検定所
- 北の沢スキー場

## 歴史
- 1870年3月 ‐ 本願寺道路開削。
- 1872年 ‐ 開拓使、硬石山で砕石を開始。
- 1880年 ‐ 山鼻外一村戸長役場の管轄となる。
- 1886年 ‐ 兵藤繁治・甚之助親子が開墾に入る。
- 1887年 ‐ 山鼻屯田兵八垂別給与地となる。
- 1896年 ‐ 藻岩神社の前身、山の神創祀。
- 1897年 ‐ 最初の商店が開店。
- 1999年4月 ‐ 南沢地区町内会連合会が藻岩地区から分離された。

## 交通機関
- じょうてつバス
- 国道230号
- 藻岩山観光自動車道